# Гадер Поур, Шаесте
Шаесте Гадер Пур (англ. شایسته قادرپور, Shayesteh Ghader Pour; род. в 1984 году) — иранская шахматистка, международный мастер среди женщин (2001).

## Биография
В 2009 году победила на чемпионате Ирана по быстрым шахматам среди женщин. В 2011 году победила на зональном турнире по шахматам стран Западной Азии и завоевала право участвовать в чемпионате мира среди женщин. В 2012 году была второй на чемпионате Ирана по шахматам среди женщин (победила Митра Хеджазипур). В 2012 году в Ханты-Мансийске дебютировала на чемпионате мира по шахматам среди женщин, где в первом туре проиграла Пиа Крамлинг. 
Представляла Иран на шести шахматных олимпиадах (1996, 2002, 2006—2012). В командном чемпионате Азии по шахматам среди женщин участвовала пять раз (2005—2014). В командном зачёте завоевала две бронзовые медали (2009, 2014). В индивидуальном зачёте завоевала серебряную (2005) и бронзовую (2008) медаль. В командном турнире по шахматам Азиатских игр среди женщин участвовала в 2010 году. В командном турнире по шахматам Азиатских игр в помещениях среди женщин участвовала два раза (2007—2009).
Замужем за иранским гроссмейстером Эхсаном Гаем Магами (род. 1982).